# Elite Hotels

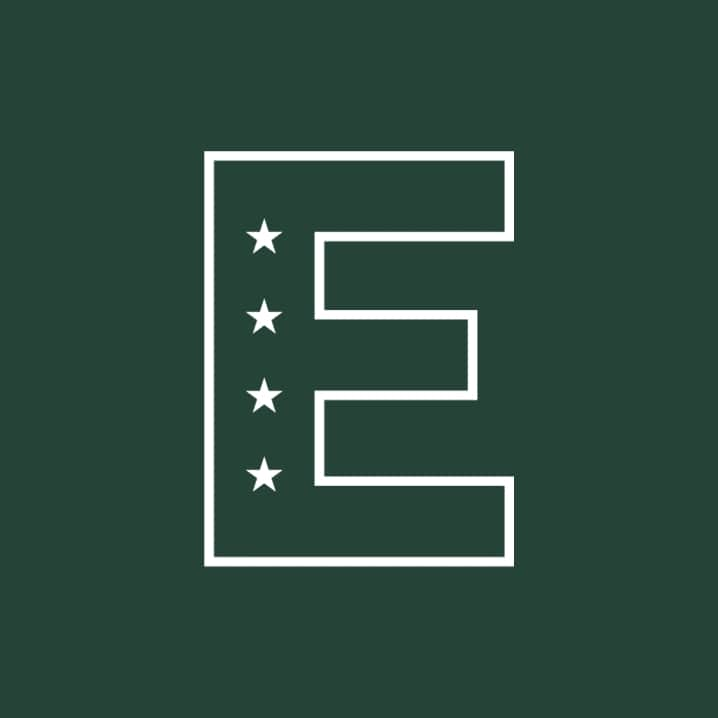
Företagets logotyp.

Elite Hotels of Sweden (Elite Hotels) är en svensk hotellkedja med ett 40-tal hotell runtom i Sverige. Elites affärsidé går ut på att erbjuda moderna premiumhotell i anrika fastigheter, ofta i gamla stadshotell. Elite Hotels grundades av Barun "Bicky" Chakraborty och ägdes av Chakraborty till hans död 2022 då hans dotter Caroline Chakraborty tog över ägandet. I Elite Hotels-koncernen ingår även pubkedjan The Bishops Arms, som ofta återfinns i anknytning till Elite-hotellen.

## Historia
Bicky Chakraborty kom som student till Stockholm i slutet av 1960-talet och insåg att man kunde utnyttja det faktum att många studentrum stod tomma under sommarhalvåret. Tillsammans med studentkåren startade Chakraborty en stiftelse som hyrde ut lediga studentrum som hotellrum. Studentkåren drog sig så småningom ur samarbetet och 1998 stod slutligen Chakraborty som ensam ägare.

## Hotell i urval
- 1980 Elite Stora Hotellet, Örebro
- 1983 Elite Hotel Savoy, Malmö
- 1984 Elite Hotel Stockholm Plaza, Stockholm
- 1985 Elite Stadshotellet, Karlstad
- 1986 Grand Hotel, Norrköping
- 1988 Elite Stadshotellet, Västerås
- 1989 Elite Hotel Mollberg, Helsingborg
- 1990 Elite Hotel Marina Plaza, Helsingborg
- 1994 Elite Palace Hotel, Stockholm
- 1999 Elite Plaza Hotel, Göteborg
- 2001 Elite Stadshotellet, Växjö
- 2001 Elite Stora Hotellet, Jönköping
- 2001 Elite Stadshotellet,  Luleå
- 2002 Elite Hotel Knaust, Sundsvall
- 2005 Elite Park Avenue Hotel, Göteborg
- 2008 Elite Park Hotel, Växjö
- 2008 Elite Hotel Arcadia, Stockholm
- 2010 Elite Hotel Marina Tower, Stockholm
- 2010 Elite Plaza Hotel, Malmö
- 2011 Elite Eden Park Hotel, Stockholm
- 2011 Elite Stora Hotellet, Linköping
- 2012 Elite Stadshotellet, Eskilstuna
- 2012 Elite Grand Hotel, Gävle
- 2013 Elite Hotel Ideon, Lund
- 2013 Elite Plaza Hotel, Örnsköldsvik
- 2014 Elite Hotel Adlon, Stockholm[1]
- 2016 Elite Hotel Mimer, Umeå
- 2017 Elite Hotel Academia, Uppsala
- 2017 Elite Hotel Carolina Tower, Stockholm
- 2018 Elite City Hotel, Örebro
- 2018 Elite Hotel Esplanade, Malmö
- 2021 Elite Hotel Brage, Borlänge
- 2021 The Wood Hotel by Elite, Skellefteå
- 2022 Ad Astra by Elite, Södertälje
- 2024 Elite Hotell Mårtenson, Halmstad
- 2025 Elite Hotel Frost, Kiruna

## Bilder (urval)

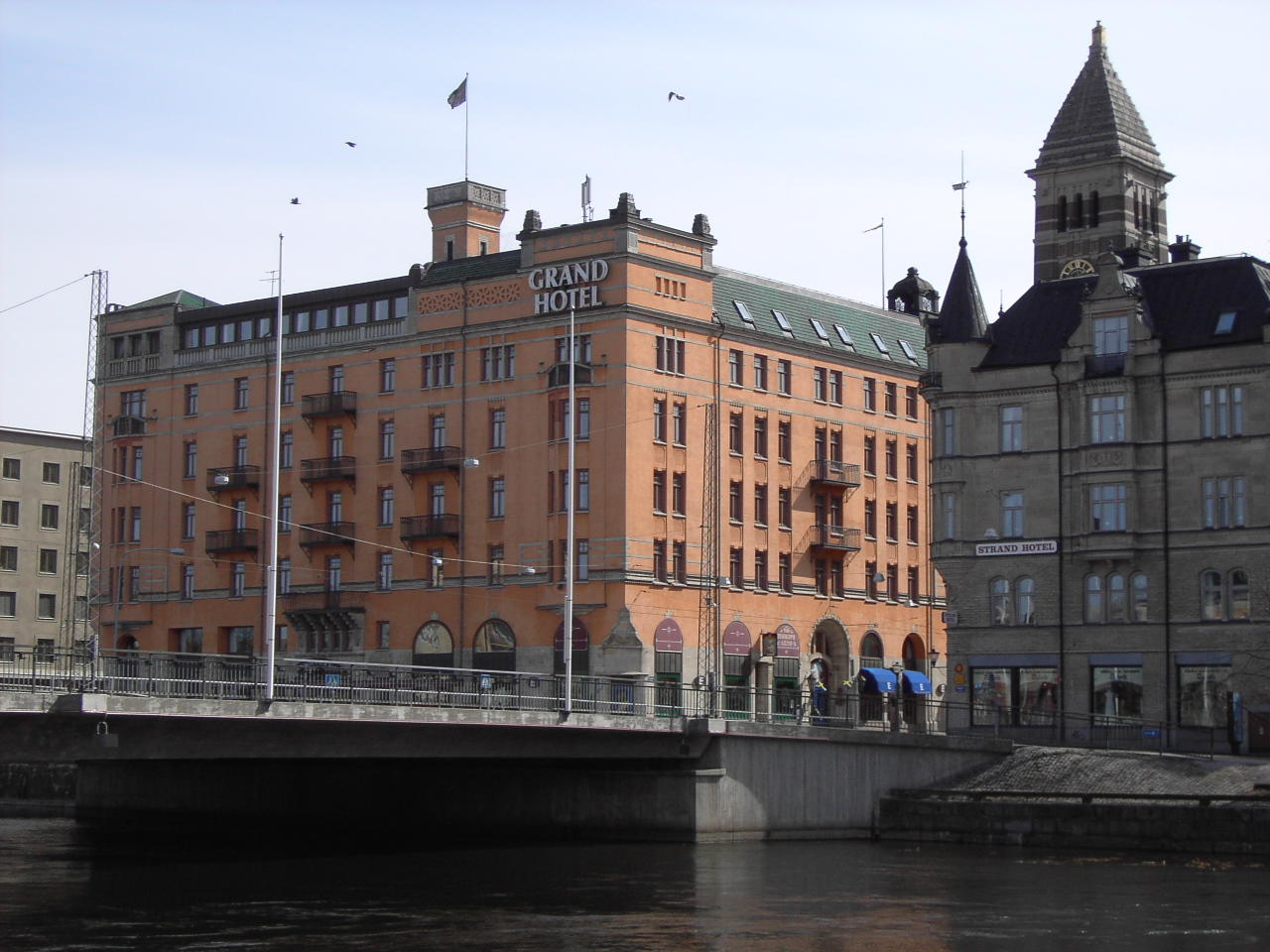
Grand Hotel i Norrköping, med Lawskihuset till höger
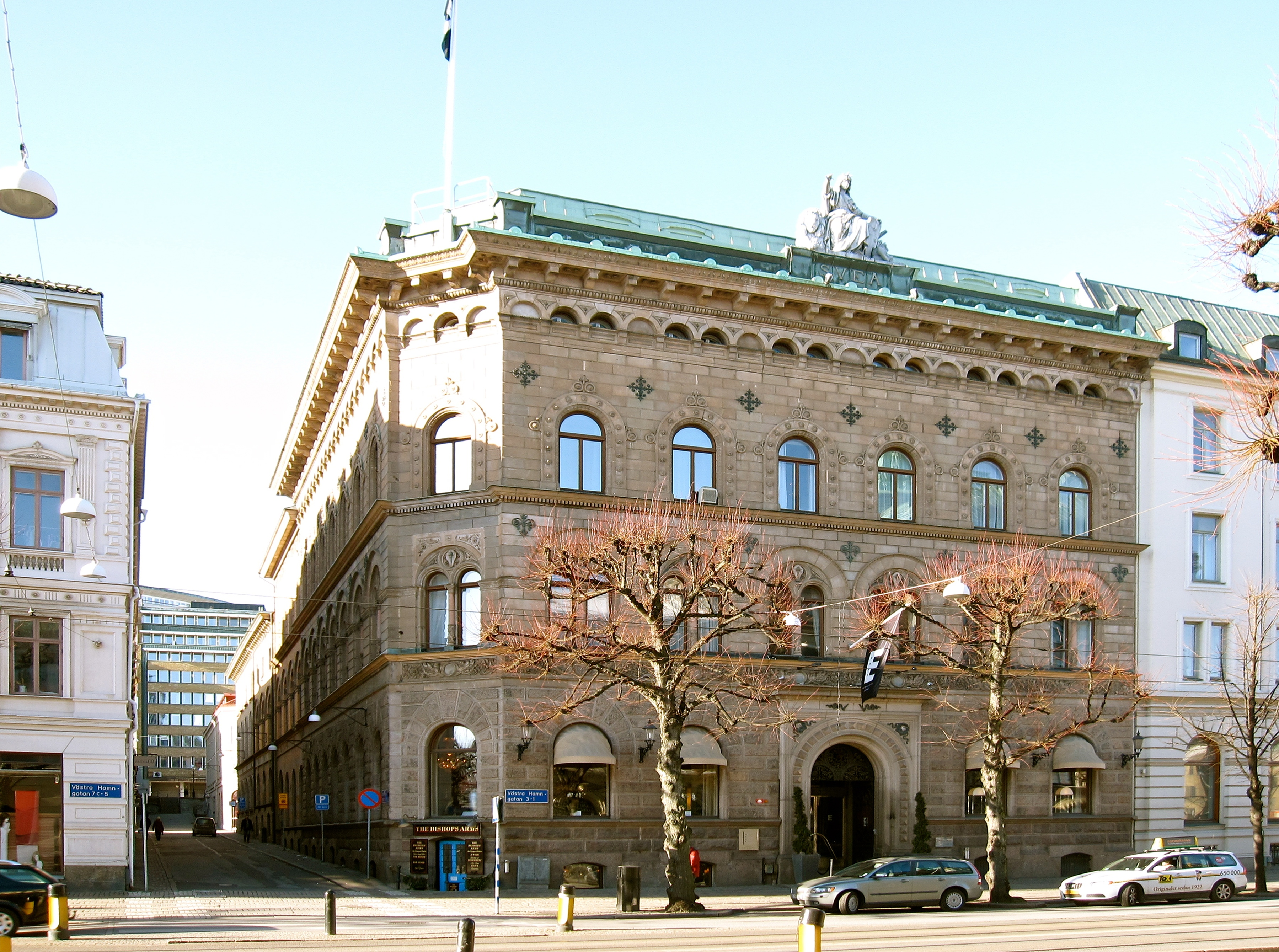
Elite Plaza Hotel, Göteborg
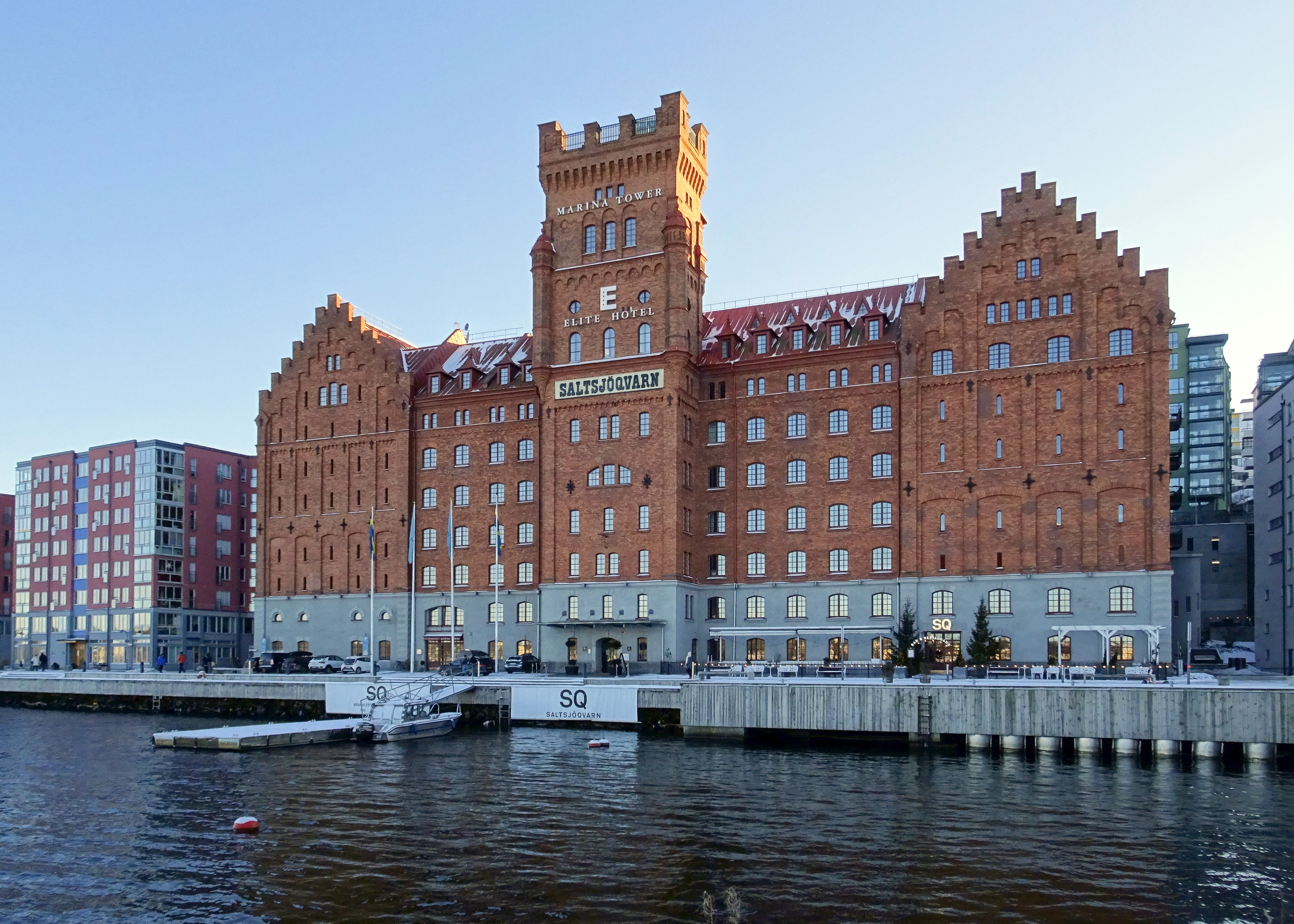
Elite Hotel Marina Tower, Nacka kommun
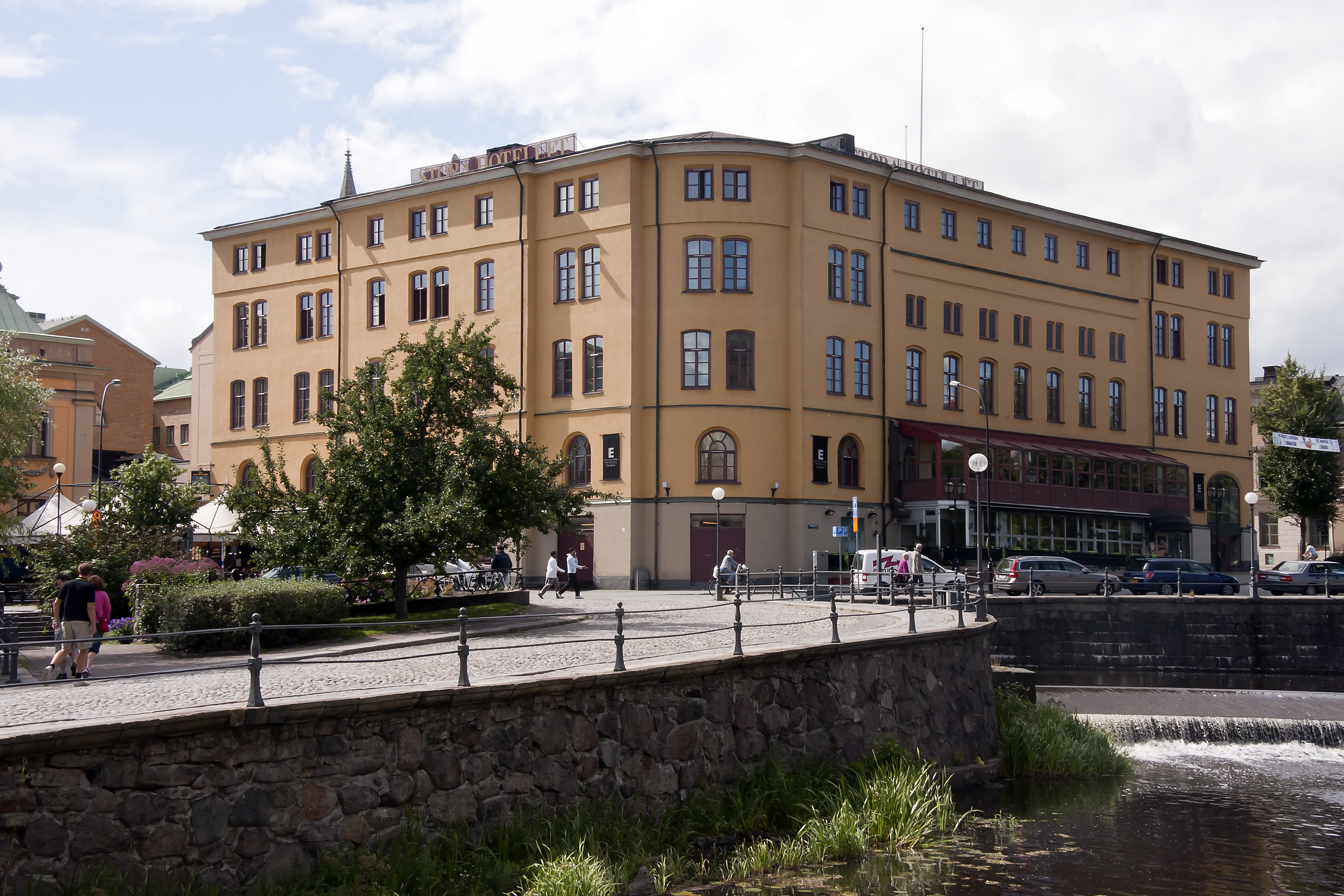
Elite Stora Hotellet, Örebro

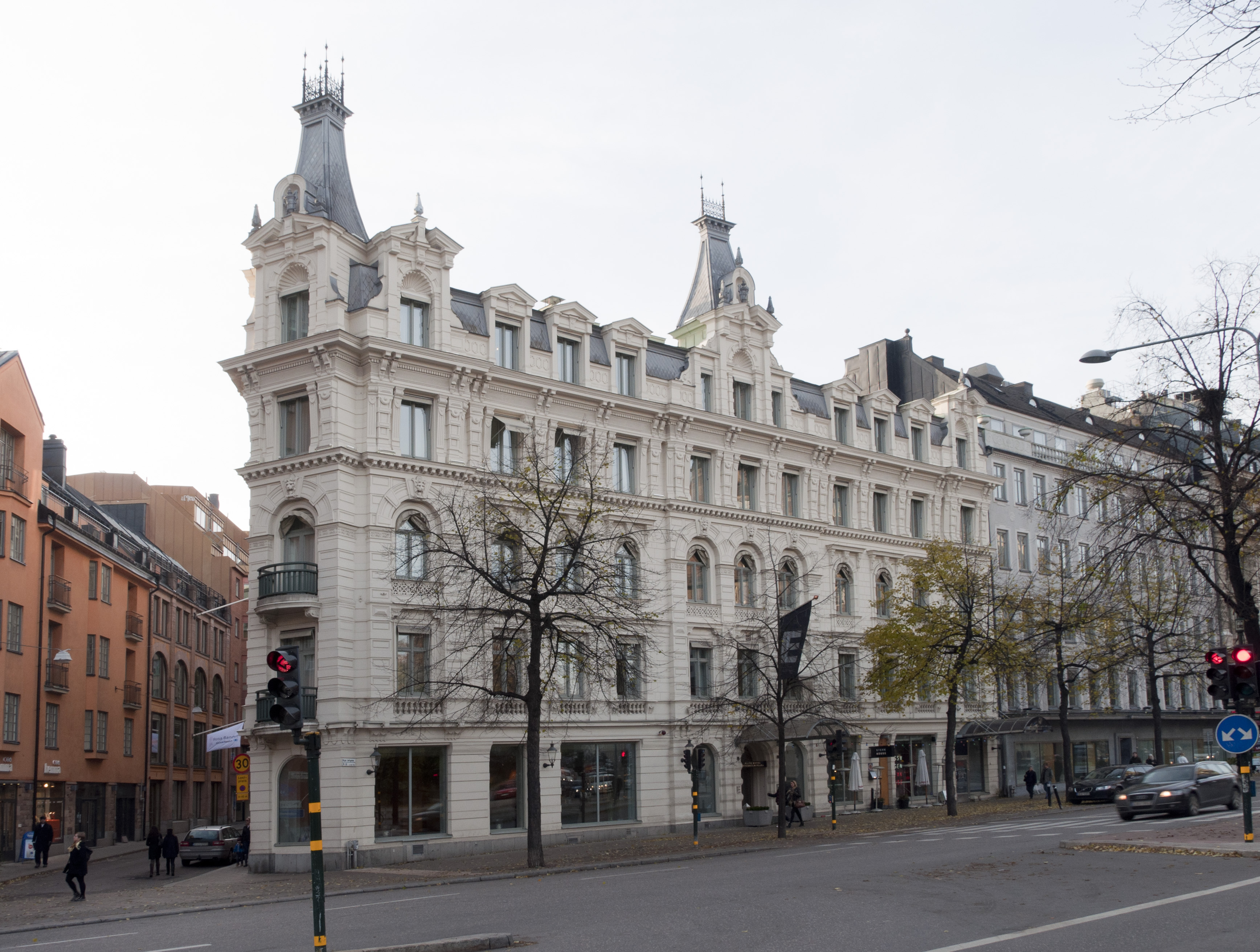
Elite Hotel Stockholm Plaza
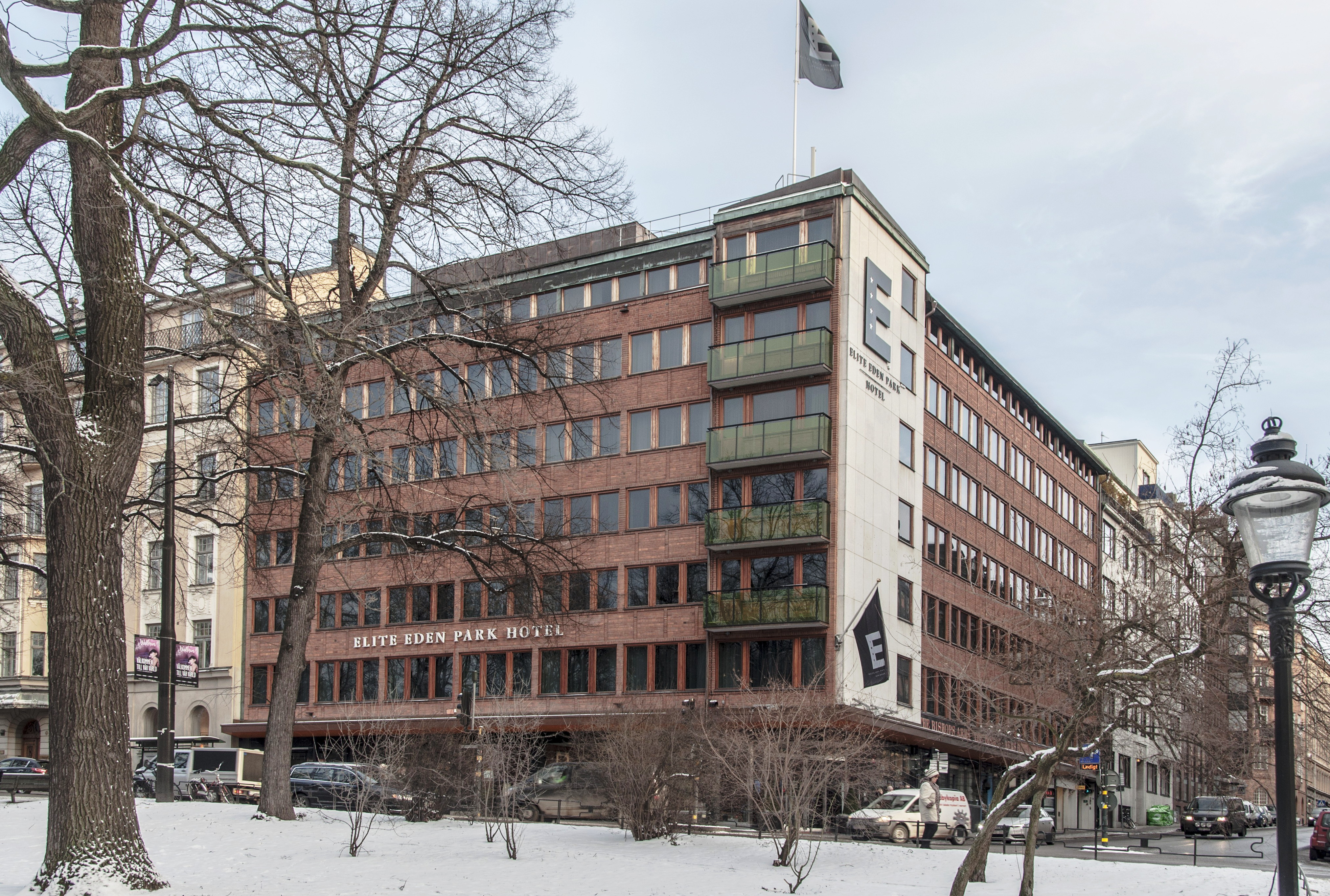
Elite Eden Park Hotel, Stockholm
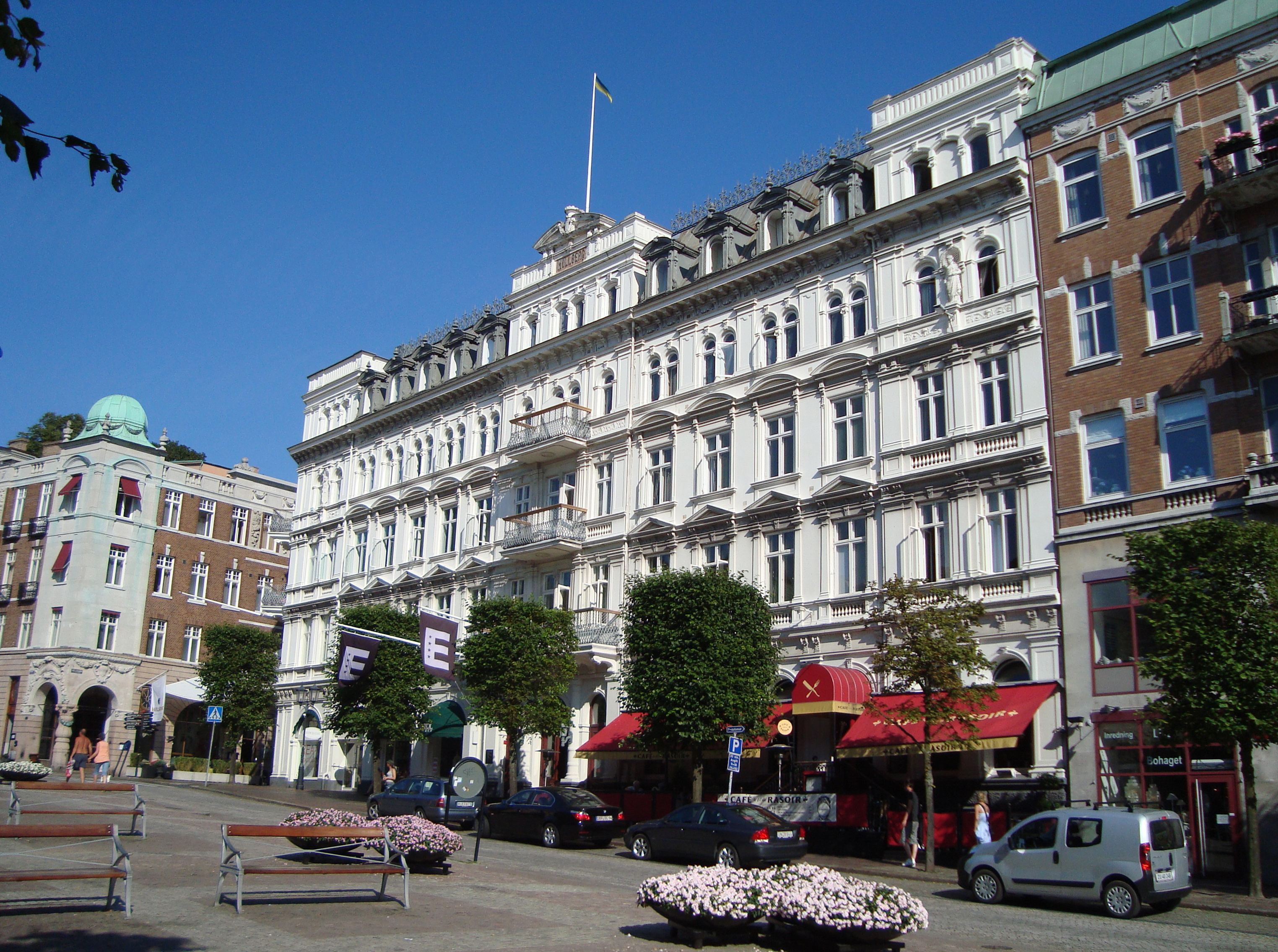
Elite Hotel Mollberg, Helsingborg
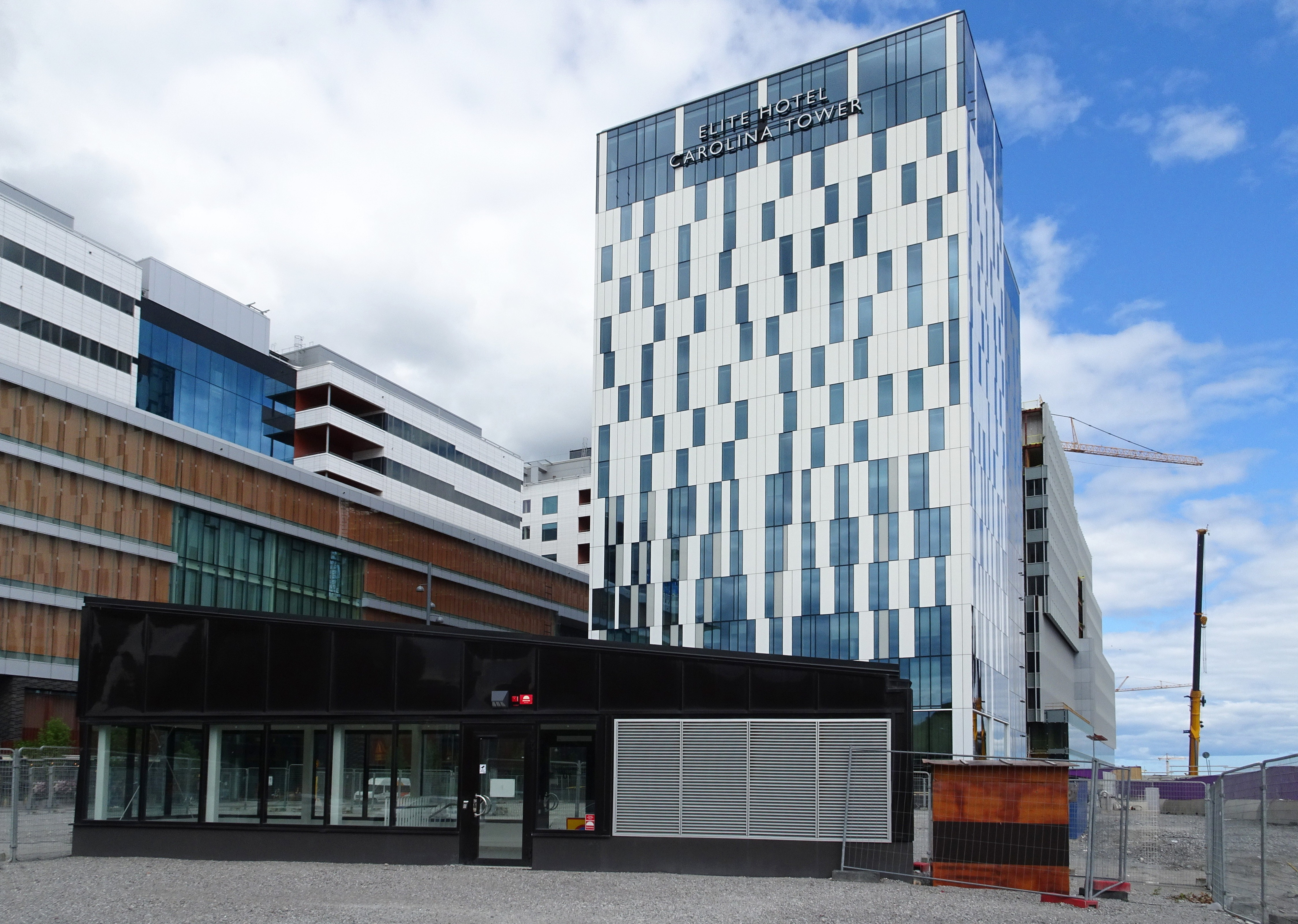
Elite Hotel Carolina Tower, Solna

## Samarbete med högskolor och universitet
Företaget är en av medlemmarna, benämnda Partners, i Handelshögskolan i Stockholms partnerprogram för företag som bidrar finansiellt till högskolan och nära samarbetar med den vad gäller forskning och utbildning.